# Kozí chlup
Kozí chlup je mrtvé říční rameno, které vzniklo v místě dřívějšího toku řeky Labe mezi Starou Boleslaví a Lysou nad Labem jižně od vesnice Byšičky v okrese Nymburk ve Středočeském kraji v Česku. Má rozlohu 2,314 ha. Je 640 m dlouhé a 50 m široké. Leží v nadmořské výšce 174 m. Patří do skupiny Hrbáčkových tůní a leží v přírodní rezervaci Káraný - Hrbáčkovy tůně.

## Okolí
Okolí tůně je zarostlé starými stromy, za jejichž úzkými pásy jsou pole.

## Vodní režim
Tůň nemá povrchový přítok, zatímco odtok zajišťuje průtok na jihu, který vede nejprve do jižní oddělené části tůně a poté do Labe. Před ústím do Labe přes něj vede betonový můstek.

## Přístup
- K severnímu břehu odbočením z  naučné stezky Údolím Labe na louce jižně od Byšiček vpravo kolem stromů a poté přes pole.[6]
- K jižnímu konci od polní cesty podél Labe, která pokračuje proti proudu poté když cyklostezka Labská cyklotrasa č. 2 odbočí v osadě Za Labem na sever.[6]

## Fauna
Žijí zde zajíci, lišky, volavky, motáci stepní, srny, psíci mývalovití. Z ryb jsou zastoupeni karas obecný, lín obecný, úhoř říční, sumeček americký.